# Hendrick Jansz. Prins
Hendrick Janz. Prins (gestorven rond 19 maart 1667) was een 17e-eeuwse Nederlands organist en voorzanger.
Hij was organist van de Bonifaciuskerk in Medemblik gedurende de reformatie, waarbij het katholieke gebruik van orgelspel onder druk stond, protestanten keurden (in hun ogen) potsierlijk orgelspel af. Desalniettemin mocht hij het orgel bespelen, omdat anders het orgel in verval zou raken; hij mocht echter alleen gedurende bepaalde uren spelen, anders volgde een boete. 

In 1645 wijdde hij het orgel van de Grote Kerk in Alkmaar in. Hij gaf in 1650/1651 een 252 pagina's dik boek uit: "Medenblicker Scharrezoodje gevangen en ontweydt van verscheyden visschers, overgoten met een sanghers-sausjes".  In 1651 werd hij als organist ontslagen vanwege een pamflet dat hij verspreidde tegen een van de predikanten in Medemblik (“Hier woont verraet van Stadt en Staet”). Zijn grafsteen in de Bonifaciuskerk vermeldt:
Hier Leydt Begraven Hendrick Janzen Prins, wytberoemde organist en uystekende musicyn binnen Medenblick, gerust den 19 maert anno 1667.
Het orgel raakte toch in verval. De opvolger van Prins, Pieter Backer bouwde tussen 1668 en 1671 een nieuw orgel. In een stadskroniek van rond 1670  werd daarbij vermeld dat Pieter Backer, eerder organist te Grootebroek Prins in 1668 opvolgde. Dat orgel is door de eeuwen heen op peil gehouden en na een grondige restauratie tussen 1993 en 2000 nog werkzaam (gegevens 2021).
- Biografisch Portaal: 90643028
- Digitale Bibliotheek voor de Nederlandse Letteren: prin015
- International Standard Name Identifier: 0000 0003 9440 7436
- Nederlandse Thesaurus van Auteursnamen: 292514026
- Virtual International Authority File: 288871140
- WorldCat: E39PCjBwMFdRxVG7wWYMVJwFXd